# 언터처블 (대한민국의 드라마)
《언터처블》는 2017년 11월 24일부터 2018년 1월 20일까지 방송된 JTBC 금토 드라마이다.

## 줄거리
가상의 도시 북천시를 배경으로 3대에 걸쳐 북천시를 지배하고 있는 장씨 일가를 둘러싼 권력 암투와 그 속의 숨겨진 비밀을 다룬 이야기

## 등장 인물

### 주요 인물
- 진구 : 장준서 역 (아역 김지성)

장씨 일가의 차남이자 서울 시경 광역수사대 팀장. 죽은 아내의 진심과 사건의 진실을 끝까지 쫓으며 서서히 드러나는 장씨 일가의 추악함과 맞선다. 미치도록 사랑하는 아내의 죽음 후, 아내의 모든 것이 가짜였음을 알게 되면서 가혹한 운명의 소용돌이에 휩싸인다.
- 김성균 : 장기서 역 (아역 박상훈)

장씨 일가의 장남. 아버지의 어둠 안에서 약해질 수 없었기에 강해져야만 했다. 악마 같은 아버지를 두려워하지만 생존을 위해 아버지처럼 악랄한 권력자로 변모해간다.
- 정은지 : 서이라 역

북천지검 신임 검사. 장씨 일가와의 연이 시작되며 꿈꿔왔던 권력이 믿기 힘든 현실이 되어버린다. 권력집단에서 살아남기 위해 적당한 타협도 마다하지 않지만 준서와 함께 정혜의 행적을 쫓으며 인생의 변곡점을 맞이하고 이와 동시에 준서에게 점점 빠져들게 된다.
- 고준희 : 구자경 역

전직 대통령의 딸. 야망으로 가득 찬 장씨 일가의 며느리이자 화려한 일상 뒤에 가려진 고요한 분노와 증오를 지닌다. 뛰어난 두뇌와 권력욕을 가졌지만 여자라는 이유로 아버지에게 인정받지 못하며 가슴 속에 깊은 그늘과 날카로운 가시를 동시에 품는다.

### 장씨 일가
- 박근형 : 장범호 역

북천시를 지배하는 장씨 일가의 절대 권력자. 자신에게 배신하는 것은 악이고 충성하는 것만이 정의라고 생각한다.
- 최종원 : 구용찬 역

구자경의 아버지. 장씨 일가가 키운 전직 대통령이다. 장씨 일가의 절대 권력자인 장범호와 친구이자 권력을 두고 대립한다.
- 손종학 : 장범식 역

장범호의 동생이자 현 북천시장. 시시때때로 장씨 일가를 손에 얻기 위해 노력하지만 결국은 절대복종으로 일가 내에서 살아남는다.
- 이재원 : 장규호 역

장범식의 아들이자 북천해양 기획실장
- 신정근 : 용학수 역

장범호의 오른팔. 미스터리한 비밀을 간직하며 그림자처럼 장범호의 옆에 붙어 행동대장을 한다.
- 예수정 : 박영숙 역

장준서와 장기서의 어머니이자 장범호의 아내. 장씨 일가의 절대 권력인 남편 장범호의 그늘 밑에서 쥐 죽은 듯 산다.

### 경찰 세력
- 진경 : 정윤미 역

서이라의 어머니이자 북천 경찰서 서장. 장씨 일가를 적대시한다.
- 박원상 : 고수창 역

북천 경찰서 강력팀 형사. 장씨 일가를 무너뜨리기 위해 준서와 협력을 이어간다.
- 배유람 : 최재호 역

광역 수사대 형사.
- 임현성 : 이성균 역

과거에 형사로 근무 중에 장씨 일가와 얽혀 해고된다.
- 박지환 : 구도수 역
- 박진우 : 박태진 역

북천경찰서 형사과장

### 그 외 인물
- 최윤라 : 유나나 역
- 김지훈 : 조택상 역
- 조재룡 : 주태섭 역
- 권태원 : 검찰총장 역
- 김병춘 : 최명준 역. 북천지검장
- 정병호 : 북천일보 임사장 역
- 최광일
- 이윤희
- 이달 : 윤동식 아들 역
- 장우연 : 조민주 역
- 김진규
- 박충환
- 오진하
- 윤상훈 : 손형사 역
- 국지용 : 안지만 형사 역
- 홍희원 : 지동석 검사 역
- 전찬우
- 김장호
- 이동용
- 주동희
- 조정문
- 김대흥
- 정종우
- 정성운
- 강문경
- 박용
- 한이진
- 김진모
- 권혁수
- 송영재
- 김영
- 정지호
- 조찬희
- 이서준
- 강성철
- 우현욱
- 김학준
- 박재홍
- 이은주
- 박용진
- 오지연
- 조준
- 한아름
- 김수빈
- 류성렬
- 이정민
- 최일구
- 미석
- 윤지영
- 차명욱
- 홍예지
- 정애화
- 김대국
- 정종우
- 장준현
- 김경일
- 민대식
- 한기원
- 손경원
- 전운종
- 김경민
- 임용순
- 최일구
- 안대겸
- 손경원 : 선동남 역
- 이호균
- 송진우
- 조승구
- 손승훈
- 구민혁
- 이창섭
- 장우영
- 나경철
- 임용순
- 정성운

### 특별출연
- 경수진 : 윤정혜 역 (아역 조서연). 윤동필의 딸
- 정인기 : 윤동필 역

## 촬영지
- 부산남고등학교
- 천마산 에코하우스
- 소륙도 서성교회
- 임피리얼 팰리스 서울
- 구 충남도청 - 북천 지방 검찰청
- 창원광장
- 대전광역시청 - 북천해양
- 포시즌스 호텔 서울 찰스 H
- 광안대교
- 문화 예술의 거리
- 북하우스 포레스타
- 수영만 요트경기장
- 이비자 클럽
- 부산항대교
- 전쟁기념관
- 경화반점
- 경남도민의 집
- 부산시열린행사장
- 송대말등대
- 암남공원 해녀촌
- 현대 그랜드 호텔
- 큰바위회식당
- 오공복이 온천천카페거리점
- 긴자 인계점
- 광안리 해수욕장

## 시청률
최저 시청률과 최고 시청률은 시청률 조사회사와 지역별로 시청률에 차이가 있을 수 있습니다.
| 2017년 | 2017년    | 2017년                                          | 2017년     | 2017년      |
| 회차   | 방송일    | 부제                                            | AGB 시청률 | TNmS 시청률 |
| ------ | --------- | ----------------------------------------------- | ---------- | ----------- |
| 제1회  | 11월 24일 | 그녀의 진심 뒤에 내 가족의 진실이 있다          | 2.291%     | 2.3%        |
| 제2회  | 11월 25일 | 철저하게 감시당하고 있었던거야...               | 3.324%     | 2.8%        |
| 제3회  | 12월 1일  | 정해가 널 속인 거다. 내게 그걸 알리고 싶다...   | 2.314%     | 2.1%        |
| 제4회  | 12월 2일  | 용서할 수 없었어.. 나는! 죽여버리고 싶었어      | 3.375%     | 3.0%        |
| 제5회  | 12월 8일  | 장 팀장, 바로 당신이 강문식의 배후야...         | 2.380%     | 1.9%        |
| 제6회  | 12월 9일  | 벌을 받아야 할 사람은 벌을 받아야 합니다        | 3.982%     | 3.0%        |
| 제7회  | 12월 15일 | 왜 정혜한테 그런 짓을 한 거야... 왜!            | 2.564%     | 1.7%        |
| 제8회  | 12월 16일 | 왜 내가 형사가 됐는지 잊고 있었습니다           | 3.373%     | 3.1%        |
| 제9회  | 12월 22일 | 북천의 모든 쓰레기들... 깡그리 쓸어버린다!      | 3.043%     | 2.3%        |
| 제10회 | 12월 23일 | 두 형제가 서로를 찌를 칼이 될 겁니다            | 2.785%     | 1.9%        |
| 2018년 |           |                                                 |            |             |
| 제11회 | 1월 5일   | 어릴 때부터 알고 있었겠지만... 난 형보다 강해   | 2.441%     | 2.2%        |
| 제12회 | 1월 6일   | 상대가 가족을 건드렸으니, 우리도 똑같이         | 2.607%     | 3.1%        |
| 제13회 | 1월 12일  | 이겨야죠... 이겨야 밟히지 않으니까              | 2.185%     | 1.9%        |
| 제14회 | 1월 13일  | 널 지킬거야... 무슨 수를 써서도                 | 2.790%     | 2.6%        |
| 제15회 | 1월 19일  | 아버지는 괴물이다... 네가 생각한 것 이상의 괴물 | 2.226%     | 2.1%        |
| 제16회 | 1월 20일  | 누가 날 벌할 수 있다고 생각하나                 | 3.288%     | 2.8%        |

## 결방
- 2017년 12월 29일 : 이방인 재방송 편성으로 결방
- 2017년 12월 30일 : 연말 특선 영화 밀정 편성으로 결방

## 같이 보기
- 대한민국의 텔레비전 드라마 목록 (ㅇ)
- 2017년 대한민국의 텔레비전 드라마 목록